# Oasis (Kalifornien)
Oasis ist ein Census-designated place im Riverside County im US-Bundesstaat Kalifornien. Das U.S. Census Bureau hat bei der Volkszählung 2020 eine Einwohnerzahl von 4.468 ermittelt. Oasis liegt in den südöstlichen Ausläufern des Coachella Valleys unweit des Saltonsees.

## Geografie
Oasis befindet sich im südlichen, zentralen Teil des Riverside Countys im US-Bundesstaat Kalifornien. Die Ortschaft gehört zum Coachella Valley. Nördlich von ihr liegen die Orte Mecca und Thermal sowie die Stadt Coachella. Im Osten von Oasis beginnt der Saltonsee.
Die Gemeinde liegt an der California State Route 86.
Mehrheitlich besteht die Bevölkerung aus Latinos. Oasis erstreckt sich auf eine Fläche von 50,843 km², die komplett aus Landfläche besteht; die Bevölkerungsdichte beträgt somit 88 Einwohner pro Quadratkilometer. Das Ortszentrum liegt sich auf einer Höhe von −44 Metern und befindet sich somit – wie der ganze Osten des Coachella Valleys – unterhalb des Meeresspiegels.

## Politik
Oasis ist Teil des 28. Distrikts im Senat von Kalifornien, der momentan vom Demokraten Ted Lieu vertreten wird, und des 56. Distrikts der California State Assembly, vertreten vom Demokraten V. Manuel Perez. Des Weiteren gehört Oasis Kaliforniens 36. Kongresswahlbezirk an, der einen Cook Partisan Voting Index von R+1 hat und vom Demokraten Raul Ruiz vertreten wird.